# Sotto i venti di Nettuno
Sotto i venti di Nettuno (titolo in lingua originale Sous les vents de Neptune) è un romanzo poliziesco del 2004 della scrittrice francese Fred Vargas, il quarto con protagonista il personaggio del commissario Adamsberg, spalatore di nuvole.
Il romanzo è stato pubblicato per la prima volta in Francia nel 2004 dall'editore Hamy, poi tradotto e pubblicato in Italia nel 2005, da Einaudi. In Francia il romanzo è stato anche trasposto come telefilm in due parti trasmesse su France 2 il 15 e il 22 febbraio 2008, con Jean-Hugues Anglade nel ruolo principale del commissario Adamsberg e Jeanne Moreau nel ruolo minore ma fondamentale della anziana hacker Josette.
Nel 2007 il romanzo ha vinto il Duncan Lawrie International Dagger, un premio per il miglior romanzo poliziesco tradotto in lingua inglese, assegnato dall'associazione britannica Crime Writers Association.

## Trama
Il commissario Jean-Baptiste Adamsberg avverte ogni giorno di più l'ostilità dei suoi colleghi del commissariato del XIII arrondissement, a partire dal suo vice, il capitano Adrien Danglard, sino ai tenenti Retancourt e Favre. In questo clima viene preparata la trasferta in Québec di otto elementi della squadra, invitati dalla GRC, Gendarmerie Royale du Canada, la polizia a cavallo canadese, per un corso di aggiornamento sulle rilevazioni scientifiche.
Pochi giorni prima di partire, il commissario si imbatte per caso in un omicidio i cui dettagli gli sono familiari: una giovane donna uccisa con tre coltellate al ventre. Proprio come le altre vittime di un serial killer che Adamsberg (e solo lui) insegue da una vita. Le ferite mortali infatti corrispondono a quelle inferte da un tridente e il commissario sospetta da sempre del giudice Fulgence, tanto rispettato quanto temuto in tutta la Francia: un vero e proprio fantasma, un vecchio giudice assassino seriale dai connotati quasi fumettistici. Ritenuto morto da anni, sembra essere tornato con il suo spaventoso tridente da un lontano passato a sfidare lo svagato commissario Adamsberg.
Il soggiorno in Canada è scandito da nuove esperienze investigative, buffe espressioni quebecchesi e lunghe passeggiate nei paesaggi innevati della zona. Qualche giorno dopo il suo ritorno a Parigi, Adamsberg viene informato che è di nuovo richiesta la sua presenza in Québec, e il suo capo Brezillon lo rimanda in Canada, scortato dall'imponente Violette Retancourt. In Québec una giovane donna (con cui Adamsberg ha avuto una fugace relazione nel precedente soggiorno) è stata uccisa lungo un sentiero nei pressi del fiume Outaouais, spesso battuto dal commissario durante le sue lunghe e frequenti passeggiate. E il sovrintendente della GRC, Laliberté, sospetta di Adamsberg che, grazie a uno stratagemma di Retancourt, riesce a fuggire e tornare in Francia, dove diventa ufficialmente un latitante.
Qui comincia la sua personalissima indagine per incastrare una volta per tutte il giudice e il suo tridente. Coadiuvato dall'anziana hacker Josette, Adamsberg individua la chiave dell'indagine in un famoso gioco da tavolo di origine cinese, il mahjong.

## Edizioni
- Fred Vargas, Sotto i venti di Nettuno, traduzione di Yasmina Mélaouah, collana Stile libero Noir - Big, Einaudi, 2005,  p. 448, ISBN 88-06-17266-2.

Il romanzo è uno dei tre raccolti in:
- Fred Vargas, La seconda trilogia Adamsberg, traduzione di Yasmina Mélaouah, SuperET, Einaudi, 2014,  p. 1024, ISBN 978-88-06-22027-3.